# Gerhard Schmidt (Politiker)
Gerhard Schmidt (* 19. April 1935 in Erdmannshain) ist ein ehemaliger deutscher Landwirt und Funktionär  der Blockpartei DBD. Er war von 1971 bis 1990 Abgeordneter der Volkskammer der DDR.

## Leben
Schmidt, Sohn einer Bauernfamilie, besuchte die Grundschule, erlernte von 1949 bis 1952 den Beruf des Landwirts und besuchte von 1952 bis 1955 die landwirtschaftlichen Fachschulen in Wurzen, Elbisbach und Döbeln mit dem Abschluss eines geprüften Landwirts. Er trat 1954 in die Demokratische Bauernpartei Deutschlands (DBD) ein und arbeitete von 1955 bis 1958 als Agronom in der Maschinen-Traktoren-Station (MTS) Gutenswegen, im Kreis Wolmirstedt. Von 1958 bis 1962 war er zunächst Agronom, dann bis 1972 Vorsitzender der Landwirtschaftlichen Produktionsgenossenschaft (LPG) „Solidarität“ in Dahlenwarsleben. Von 1973 bis 1975 arbeitete er als Leiter der Kooperativen Abteilung Pflanzenproduktion (KAP) in Dahlenwarsleben, ab 1976 schließlich als Vorsitzender der  LPG (Pflanzenproduktion) „IX. Parteitag“ in Dahlenwarsleben. Ein Fernstudium von 1958 bis 1963 an der KMU Leipzig und der Martin-Luther-Universität Halle-Wittenberg beendete er als Diplom-Landwirt. Von 1963 bis 1970 war er Mitglied und von 1970 bis 1975 Vorsitzender  des DBD-Kreisvorstandes Wolmirstedt. Gleichzeitig war er von 1965 bis 1971 Abgeordneter des Kreistages Wolmirstedt.
Im November 1971 wurde er erstmals in die Volkskammer gewählt und war dort von 1976 bis 1990 Mitglied des Ausschusses für Auswärtige Angelegenheiten.
Von 1975 bis 1977 gehörte er dem Sekretariat des DBD-Bezirksvorstandes  Magdeburg an. Auf dem IX. Parteitag der DBD im Mai 1972 wurde er in den Parteivorstand und auf dem X. Parteitag im Mai 1977 zum Mitglied des Präsidiums des Parteivorstandes gewählt, dem er bis 1990 angehörte.
Im Mai 1984 wurde er auf der VII. Zentralen Delegiertenkonferenz zum Mitglied des Präsidiums und Stellvertreter des Vorsitzenden des Zentralvorstandes der Vereinigung der gegenseitigen Bauernhilfe (VdgB) gewählt und im Mai 1989 auf der VIII. Zentralen Delegiertenkonferenz in diesen Funktionen bestätigt.
Nach der friedlichen Revolution in der DDR und der Fusion der DBD mit der CDU im Juni 1990 wurde er Mitglied der CDU. Nach der  Deutschen Wiedervereinigung wurde die Genossenschaft in die Dawa Agrar GmbH & Co. KG umgewandelt und Schmidt ihr Geschäftsführer.
Gerhard Schmidt lebt als Rentner in Dahlenwarsleben.

## Auszeichnungen
- Verdienstmedaille der DDR
- Medaille für ausgezeichnete Leistungen
- Ehrentitel Verdienter Genossenschaftsbauer der Deutschen Demokratischen Republik
- 1977 Vaterländischer Verdienstorden in Bronze und später in Silber